# سمكة قطية
السمكة القطية (الاسم العلمي Corydoras) جنس أسماك، تتغذى على بقايا الأكل الراقدة في قاع الحوض وبالتالى تمنع تعفنها كما أنها في خلال بحثها عن الغذاء تعمل على تقليب تربة الحوض حيث تساعد على سهولة نمو الجذور وأمتدادها في النبات، وهى سمكة قوية التحمل تعيش في درجة حرارة منخفضة نسبيا من 21 إلى 26 درجة مئوية. الأنثى تكون أكبر في الحجم وأعرض من الذكر الذي يكون رفيع وأصغر في الحجم من الأنثى.